# Lijst van burgemeesters van Warmond
Dit is een lijst van burgemeesters van de voormalige Nederlandse gemeente Warmond in de provincie Zuid-Holland. Per 1 januari 2006 is Warmond met Sassenheim en Voorhout samengegaan in de nieuwe gemeente Teylingen.
| Ambtsperiode | Naam burgemeester                                                         | Partij of stroming | Bijzonderheden                                                            |
| ------------ | ------------------------------------------------------------------------- | ------------------ | ------------------------------------------------------------------------- |
| 1811 - 1812  | mr.dr. Frédéric Auguste van Leyden van West-Barendrecht, heer van Warmond |                    | maire; werd in 1814 jonkheer, werd gouverneur van Holland, zuidelijk deel |
| 1812 - 1817  | Pieter Johan Tijken                                                       |                    | maire 1812-1813, president van het gemeentebestuur 1813-1817              |
| 1817 - 1850  | Klaas Koning                                                              |                    | schout 1817-1825                                                          |
| 1850 - 1903  | Mr. Abraham Nederburgh (1826-1903)                                        |                    |                                                                           |
| 1903 - 1907  | J.L.Th. Sanders                                                           |                    | aansluitend burgemeester van Roermond                                     |
| 1907 - 1930  | A.J. (August Jozef) Schölvinck (1870-1931)                                |                    |                                                                           |
| 1930 - 1944  | A.J.L. Ketelaar                                                           |                    | geëxecuteerd door de Duitse bezetter                                      |
| 1944 - 1945  | Philip (Ph.A.J.) Schipper                                                 | NSB                | waarnemend                                                                |
| 1946 - 1961  | jhr.mr. L.M.E. von Fisenne                                                | KVP                | werd burgemeester van Hengelo                                             |
| 1961         | P.M.F. Smolders                                                           | KVP                | waarnemend, tevens burgemeester van Voorhout                              |
| 1961 - 1972  | F.K. Langemeijer                                                          | KVP                | werd burgemeester van Wateringen                                          |
| 1972 - 1980  | W.F. de Vreeze                                                            | KVP                | werd burgemeester van Leidschendam                                        |
| 1981 - 1989  | G.H.M. Hendrickx-Vlaar                                                    | PvdA               | werd burgemeester van Asten                                               |
| 1989 - 2000  | G.W. van der Wel-Markerink                                                | PvdA               | werd burgemeester van Rijswijk                                            |
| 2000 - 2004  | M.J. Vosjan                                                               | CDA                | waarnemend, was burgemeester van IJsselham                                |
| 2005         | M.J.D. Witteman                                                           | PvdA               | waarnemend                                                                |